# Persone di nome Ludovico/Nobili
| Questa pagina contiene informazioni ricavate automaticamente dalle voci biografiche con l'ausilio del template Bio e di un bot. L'aggiornamento è periodico e automatico e ricostruisce completamente la pagina. Se manca una persona in questa lista, sei pregato di non aggiungerla, ma accertati piuttosto che la sua voce biografica contenga il template Bio e che i dati anagrafici siano correttamente compilati. Se il template Bio manca, inseriscilo tu stesso o, in alternativa, metti l'avviso {{tmp\|Bio}} che ne segnala la mancanza. Se i dati riportati sono sbagliati, correggi direttamente la voce biografica; le modifiche saranno visibili in questa lista entro pochi giorni. Per chiarimenti vedi il progetto biografie. La lista contiene solo le 51 persone che sono citate nell'enciclopedia e per le quali è stato implementato correttamente il template Bio. Pagina aggiornata al 18 mar 2024. |

Questa è una lista di persone presenti nell'enciclopedia che hanno il prenome Ludovico e sono nobili.

## A(1)
- Ludovico Alidosi, nobile e condottiero italiano (Imola - Roma, † 1430)

## C(3)
- Ludovico Carminati di Brembilla, nobile italiano († 1514)
- Ludovico Cati, nobile, ambasciatore e politico italiano (Ferrara, n. 1490 - Ferrara, † 1553)
- Ludovico Chigi Albani della Rovere, nobile, religioso e militare italiano (Ariccia, n. 1866 - Roma, † 1951)

## D(4)
- Ludovico Ferdinando di Baviera, nobile tedesco (Madrid, n. 1859 - Monaco di Baviera, † 1949)
- Ludovico I di Sayn-Wittgenstein, nobile tedesco (Bad Laasphe, n. 1532 - Altenkirchen, † 1605)
- Ludovico IX di Baviera-Landshut, nobile tedesco (Burghausen, n. 1417 - Landshut, † 1479)
- Ludovico Eugenio di Württemberg, duca tedesco (Francoforte sul Meno, n. 1731 - Ludwigsburg, † 1795)

## G(2)
- Ludovico Gonzaga-Nevers, nobile italiano (Mantova, n. 1539 - Nesle, † 1595)
- Ludovico III Gonzaga, nobile, condottiero e collezionista d'arte italiano (n. 1412 - Goito, † 1478)

## L(21)
- Ludovico Federico di Württemberg-Mömpelgard, nobile tedesco (Mömpelgard, n. 1586 - Mömpelgard, † 1631)
- Ludovico I di Baviera, duca (Kelheim, n. 1173 - Kelheim, † 1231)
- Ludovico I di Turingia, nobile tedesco († 1140)
- Ludovico I di Württemberg-Urach, conte tedesco (n. 1412 - Urach, † 1450)
- Ludovico I il Giusto, duca († 1398)
- Ludovico II di Turingia, nobile tedesco (Creuzburg, n. 1128 - Freyburg, † 1172)
- Ludovico II di Württemberg-Urach, conte tedesco (Waiblingen, n. 1439 - Urach, † 1457)
- Ludovico III di Turingia, nobile tedesco (Mar Mediterraneo, † 1190)
- Ludovico III di Württemberg, duca tedesco (Stoccarda, n. 1554 - Stoccarda, † 1593)
- Ludovico III, Duca di Baviera, nobile tedesco (Landshut, n. 1269 - Landshut, † 1296)
- Ludovico IV di Turingia, nobile tedesco (Creuzburg, n. 1200 - Otranto, † 1227)
- Ludovico V di Baviera, nobile tedesco (n. 1315 - Zorneding, † 1361)
- Ludovico VI del Palatinato, nobile tedesco (Simmern, n. 1539 - Heidelberg, † 1583)
- Ludovico VI di Baviera, nobile tedesco (Roma, n. 1328 - Berlino, † 1365)
- Ludovico VII di Baviera-Ingolstadt, duca (n. 1368 - Rocca di Burghausen, † 1447)
- Ludovico VIII di Baviera-Ingolstadt, nobile tedesco (Parigi, n. 1403 - Ingolstadt, † 1445)
- Ludovico X di Baviera, duca (Grünwald, n. 1495 - Landshut, † 1545)
- Ludovico di Ravensberg, nobile tedesco († 1249)
- Ludovico in Baviera, duca (Monaco di Baviera, n. 1831 - Monaco di Baviera, † 1920)
- Ludovico Lante Montefeltro della Rovere, III duca di Bomarzo, nobile italiano (Roma, n. 1683 - Roma, † 1727)
- Ludovico II Lodron, nobile e condottiero italiano (n. 1558 - Trento, † 1604)

## M(5)
- Ludovico Malaspina, nobile italiano (Milano)
- Ludovico Malvezzi, nobile e condottiero italiano (Bologna, n. 1418 - Ascoli Piceno, † 1467)
- Ludovico I Mattei, nobile, imprenditore e politico italiano (Roma - Roma)
- Ludovico II Mattei, nobile e politico italiano (Roma - Roma, † 1580)
- Ludovico Montaperto, nobile italiano

## O(1)
- Ludovico II Ordelaffi, nobile (Ravenna, † 1504)

## P(2)
- Ludovico I Pico, nobile e condottiero italiano (Mirandola, n. 1472 - Polesella, † 1509)
- Ludovico II Pico della Mirandola, nobile e condottiero italiano (Mirandola - Mirandola, † 1568)

## S(7)
- Ludovico Savioli, nobile e poeta italiano (Bologna, n. 1729 - Bologna, † 1804)
- Ludovico di Savoia, duca (Ginevra, n. 1413 - Lione, † 1465)
- Ludovico di Savoia-Acaia, nobile (Pinerolo, n. 1364 - Pinerolo, † 1418)
- Ludovico I di Savoia-Racconigi, nobile (Napoli - Lione, † 1459)
- Ludovico II di Savoia-Racconigi, nobile (Torino - Torino, † 1536)
- Ludovico il Moro, nobile italiano (Vigevano, n. 1452 - Loches, † 1508)
- Ludovico Spada Veralli Potenziani, nobile e politico italiano (Rieti, n. 1880 - Roma, † 1971)

## W(5)
- Ludovico II del Palatinato, nobile tedesco (Heidelberg, n. 1229 - Heidelberg, † 1294)
- Ludovico III del Palatinato, nobile (n. 1378 - Heidelberg, † 1436)
- Ludovico IV del Palatinato, nobile tedesco (Heidelberg, n. 1424 - Worms, † 1449)
- Ludovico V del Palatinato, nobile (Heidelberg, n. 1478 - Heidelberg, † 1544)
- Ludovico di Baviera, nobile tedesco (Castello di Nymphenburg, n. 1913 - Starnberg, † 2008)